# Le Beau-père 2
Pour les articles homonymes, voir Beau-père et The Stepfather.
Série
Le Beau-père
(1987)
Pour plus de détails, voir Fiche technique et Distribution.
Le Beau-père 2 (The Stepfather II) est un thriller américain réalisé par Jeff Burr, sorti en 1989. Il s'agit de la suite du film Le Beau-père de Joseph Ruben.

## Synopsis
Jerry Blake s'est échappé de l'asile et arrive dans une nouvelle ville où il devient conseiller matrimonial. Il s'immisce dans la famille de Carol Graylan, récemment divorcée et mère d'un petit garçon. Blake, qui se fait appeler Gene Clifford, et Carol pensent à se marier jusqu'au jour où l'ex de cette dernière tentera de la reconquérir et que sa meilleure amie découvre la vérité sur l'identité de son prochain mari...

## Fiche technique
- Titre : Le Beau-père 2
- Titre original : Stepfather II
- Réalisation : Jeff Burr
- Scénario : John Auerbach
- Musique : Jimmy Manzie
- Monteur : Pasquale Buba
- Photographie : Jacek Laskus
- Sociétés de distribution : Incorporated Television Company et Millimeter Films
- Producteurs : William Burr, Darin Scott et Carol Lampman
- Langue : Anglais
- Format, couleur, 35 mm, 1.85 : 1
- Genre : Thriller
- Durée : 93  minutes
- Dates de sortie : 
  - États-Unis : 3 novembre 1989
  - France : 20 octobre 2004 (DVD)

## Distribution
- Terry O'Quinn : Jerry Blake / Gene F. Clifford
- Meg Foster : Carol Grayland
- Caroline Williams : Matty Crimmins
- Jonathan Brandis : Todd Grayland
- Henry Brown : Docteur Joseph Danvers
- Mitchell Laurance (en) : Phil Grayland
- Miriam Byrd-Nethery : Sally Jenkins
- Leon Martell : Ralph « Smitty » Smith
- Renata Scott : Betty Willis
- John O'Leary : Sam Watkins